# Vatikanische Apostolische Bibliothek
Die Biblioteca Apostolica Vaticana (deutsch Vatikanische Apostolische Bibliothek) ist die Bibliothek des Heiligen Stuhles und befindet sich in der Vatikanstadt. Ihre Bestände zählen heute zu den wertvollsten der Welt, unter anderem gehören der Bibliothek die Bibliotheca Palatina und die Bibliothek der Königin Christina von Schweden an.
Neben den neueren Beständen zählt die Bibliothek heute über 150.000 Handschriftenbände, davon ca. 80.000 literarischen und buchmäßigen Charakters und ca. 75.000 Bände Archivalien, ferner über 8300 Inkunabeln, über 70.000 Karten und Stiche sowie 200.000 Autographen, außerdem über 300.000 Münzen und Medaillen. Insgesamt besitzt die Vatikanische Bibliothek heute mehr als zwei Millionen Bücher und Manuskripte. 
Der Bibliothek angeschlossen ist die Vatikanische Bibliotheksschule, in der nicht nur die Bibliothekare des Vatikans ausgebildet werden. Zusätzlich verfügt die Bibliothek über ein Laboratorium für die Restaurierung und die Faksimilierung wichtiger Handschriften. Ein erheblicher Teil der Handschriftenbestände ist in den letzten Jahren digitalisiert worden, darunter, in Kooperation mit der Universitätsbibliothek Heidelberg und gefördert von der Manfred-Lautenschläger-Stiftung, vollständig die Handschriften des Fonds der Codices Palatini.

## Aufgaben
Die Vatikanische Bibliothek versteht sich sowohl als eine Institution zur Bewahrung als auch der Forschung. Ihre Pflichten definiert sie wie folgt:
- Die ihr anvertrauten kulturellen Schätze zu schützen und zu bewahren.
- Die Sammlungen an Manuskripten, Büchern und Gegenständen durch Ankauf, Tausch und die Annahme von Geschenken zu erweitern.
- Das Studium der Sammlung und damit wissenschaftliche Publikationen zu ermöglichen.
- Die Sammlung der Bibliothek qualifizierten Personen aus aller Welt mit der nötigen Vorsicht zugänglich zu machen, das Bereitstellen der nötigen wissenschaftlichen und technischen Hilfsmittel und die ständige Erneuerung dieser Hilfsmittel.

Darüber hinaus wendet sich die Vatikanische Bibliothek mit der Veranstaltung von Ausstellungen und mit Leihgaben für andernorts stattfindende Ausstellungen an eine breite weltweite Öffentlichkeit.

## Geschichte

### Ursprünge in Spätantike und Mittelalter

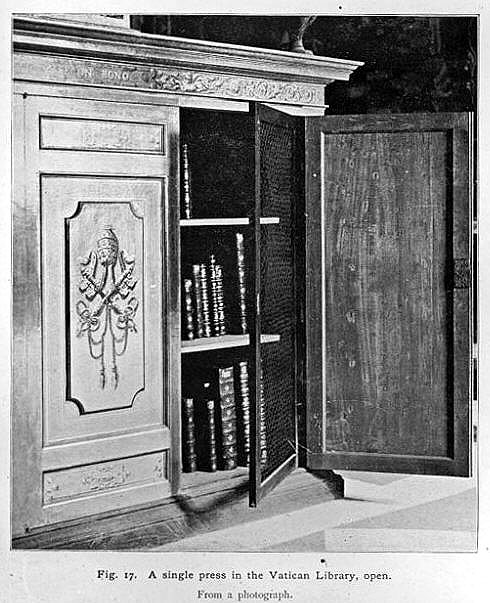
Bücherschrank in der Biblioteca Vaticana

Die Anfänge einer vatikanischen Sammlungstätigkeit lassen sich auf das 4. Jahrhundert nach Christus zurückdatieren. Die Schriftensammlung wurde im 6. Jahrhundert unter die Obhut des Primicerius Notariorum gestellt. Der Primicerius Notariorum war der Staatssekretär oder auch Premierminister des Papstes. Gegen Ende des 8. Jahrhunderts wurde schließlich der erste Bibliothekar des Vatikans ernannt. Er fungierte gleichzeitig als eine Art Kanzler des Vatikans.
Diese frühe Sammlung an Schriften ging jedoch während des 8. Jahrhunderts verloren, die Gründe hierfür sind nicht bekannt. Noch im selben Jahrhundert wurde jedoch mit dem Zusammentragen eines neuen Bestandes begonnen. Die politischen Wirren jener Zeit führten dazu, dass die Sammlung häufig an andere Orte transferiert werden musste. Erst wurde sie nach Perugia gebracht, von dort nach Assisi und schließlich nach Avignon. In dieser kritischen Zeit stand die Sammlung unter dem Schutz des Papstes Bonifatius VIII.; als er im Jahre 1303 starb, kam es wiederum zum Verlust eines großen Teils des Bestandes.
Der 1318 gewählte Papst Johannes XXII. begann schließlich mit der Zusammenstellung der dritten Bibliothek des Vatikans. Diese Schriftensammlung ging während des 17. Jahrhunderts in den Besitz des Borghesischen Fürstengeschlechts über, wurde im Jahre 1891 an den Heiligen Stuhl zurückgegeben und ist heute ein Bestandteil der Vatikanischen Bibliothek.

### Entstehung der heutigen Sammlung in der Renaissance
Die Entstehung der heutigen Sammlung der Vatikanischen Bibliothek begann im Jahr 1447 mit der Ernennung des Papstes Nikolaus V. Bei einer Inventur, die während der Amtszeit seines Vorgängers Eugen IV. durchgeführt wurde, wurden 350 Werke in verschiedenen Sprachen festgestellt, die meisten davon in Latein. Diese 350 Werke und die eigene Sammlung Nikolaus V. sind der Grundstock der heutigen Vatikanbibliothek. In den folgenden Jahren gelang es Papst Nikolaus V., den Bestand der Vatikanischen Bibliothek in bedeutendem Umfang auszubauen. Er ordnete die umfangreiche Beschaffung von Schriftgut aus ganz Europa und dem Osten an. Zusätzlich war ein Heer von Schriftgelehrten ständig damit beschäftigt, Bücher aus den Beständen anderer Sammlungen zu kopieren und so dem Bestand der Vatikanischen Bibliothek hinzuzufügen.
Kurz nach dem Tode des Papstes Nikolaus V. ergab eine Inventur den für die damalige Zeit beeindruckenden Bestand von ungefähr 1500 Werken, das machte die Sammlung des Vatikans zu einer der größten in ganz Europa.

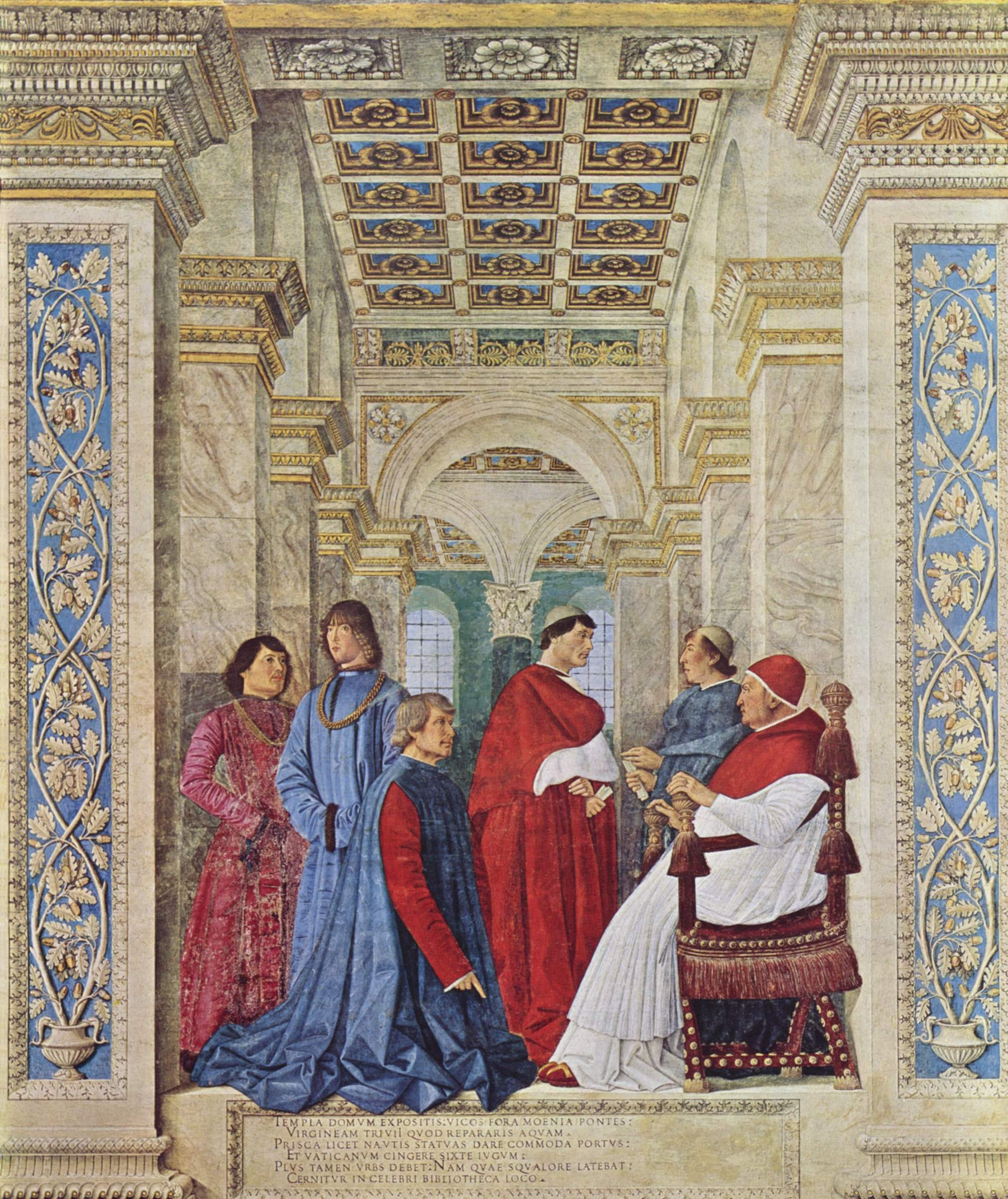
Sixtus IV. ernennt Platina zum Präfekten der Vatikanischen Bibliothek

Am 15. Juni 1475 erließ Papst Sixtus IV. die Päpstliche Bulle „Ad decorem militantis Ecclesiae“ und versah dadurch die Bibliothek mit einer juristischen Struktur. Außerdem bestimmte er den Humanisten Bartolomeo Platina zum ersten Bibliothekar der moderneren Vatikanischen Bibliothek. An seiner Seite arbeiteten drei Assistenten.
In der folgenden Zeit wuchs der Bestand kontinuierlich weiter. Im Jahre 1475 betrug die Anzahl der erfassten Werke bereits 2527 Stück, im Jahre 1481 waren es 3500. Zu dieser Zeit, also im Jahr 1481, wurde eine umfangreiche Erweiterung der Bibliothek durchgeführt. Dabei wurden vier neue Räume von unterschiedlicher Größe gebaut. Jeder erhielt einen Namen entsprechend den dort aufbewahrten Werken. Die griechische und die lateinische Bibliothek für Werke in diesen Sprachen, die Geheimbibliothek für nicht jedem zugängliche Werke und schließlich die Päpstliche Bibliothek. Die Schriften konnten vor Ort eingesehen werden, dies geschah jedoch unter strenger Aufsicht und Reglementierung.

### Neubau der Bibliothek ab 1587
Im Jahre 1587 beauftragte Papst Sixtus V. den Architekten Domenico Fontana mit dem Bau eines neuen Gebäudes für die Bibliothek. Das neue Gebäude sollte größer werden als das alte, um dem ständigen Anwachsen der Bibliothek Rechnung zu tragen. Es wurde direkt gegenüber der alten Bibliothek errichtet. So entstand der Salone Sistino, ein reich mit Fresken verzierter Raum. Seine Ausmaße betragen siebzig Meter in der Länge und fünfzehn Meter in der Breite. Zur Aufbewahrung der Manuskripte wurden hölzerne Schränke gebaut, die speziell für diesen Zweck entworfen wurden. Papst Sixtus V. legte für die Nutzung und Aufbewahrung der Manuskripte spezielle Regeln fest.

### Bestandsordnung und Katalogisierung seit dem 17. Jahrhundert
Zu Beginn des 17. Jahrhunderts ordnete Papst Paul V. die Auslagerung der archivarischen Dokumente in ein eigenes Gebäude an. Damit begann die Geschichte der vatikanischen Geheimarchive, welche sich hinter dem Tor der Sankt Anna befinden. Alle dort befindlichen Bände wie Galileos Discorsi oder Dialogo werden in hermetisch sicheren Büchertresoren aufbewahrt. In der Bibliothek wurde zu dieser Zeit damit begonnen, die Bestände nach dem bis heute fast unverändert bestehenden System zu ordnen. Ebenfalls zu Beginn des 17. Jahrhunderts kam die Praxis auf, komplette Bibliotheken, sowohl aus privatem als auch aus königlichem Besitz, zu erwerben und der vatikanischen Bibliothek anzugliedern. Beispielsweise wurde 1623 die Bibliothek von Heidelberg, die Bibliotheca Palatina, als Dank für die Hilfe des Vatikans im Dreißigjährigen Krieg durch den Herzog von Bayern dem Vatikan geschenkt, nachdem er sie erbeutet hatte.
In den folgenden Jahren kamen unter anderem noch die Manuskripte des Herzogs von Urbino (1657) und die Sammlung der Königin Christina von Schweden (1689) hinzu. Diese Erwerbungen führten zur Einteilung der Bestände in verschiedene Fonds, von denen inzwischen über hundert existieren. Zu unterscheiden sind offene, also durch Neuerwerbungen noch wachsende, und geschlossene, aufgrund ihrer Provenienz in ihrem Bestand abschließend definierte Fonds. Die wichtigsten sind die Codices Vaticani latini mit derzeit ca. 15500 Nummern, die Vaticani graeci, die Vaticani hebraici, die 1623 als Kriegsbeute nach Rom gelangten Palatini latini und graeci aus der Bibliotheca Palatina (die Codices Palatini germanici kehrten auf Initiative des Oberaufseher der Kunstschätze des Kirchenstaates Antonio Canova 1816 in die Heidelberger Universitätsbibliothek zurück), die 1627 erworbenen Urbinates latini und graeci der Herzöge von Urbino, die auf die Sammlung des Federico da Montefeltro (1422–1482) zurückgehen, die Reginenses, die 1690 aus dem Nachlass der Königin Christine von Schweden (1626–1689) erworben wurden, die 1748 von der Familie des Pietro Ottoboni erworbenen Ottoboniani, die Barberiniani latini und graeci, die Chisiani et Borgiani graeci, die auf die Sammlungen der Familie der Barberini, der Familie der Chigi und der Familie Borgia des Kardinals Stefano Borgia (1731–1804) zurückgehen, und die Borghesiani, die von der Familie Borghese des Kardinals Scipione Caffarelli Borghese (1577–1633) stammen.
Nun kam die Idee auf, einen kompletten Katalog der Bestände der vatikanischen Bibliothek herauszugeben. Die Durchführung dieser Aufgabe wurde Giuseppe Simone Assemani und seinem Neffen Stefano Evodio Assemani anvertraut. Ursprünglich war geplant worden, einen zwanzigbändigen Katalog zu erstellen, letztlich konnten aber nur drei Bände fertiggestellt werden, mit einem vierten wurde lediglich begonnen. Ende des 18. Jahrhunderts schließlich wurde die Sammlung der vatikanischen Bibliothek Kriegsbeute der napoleonischen Armee, 1815 jedoch konnte der Großteil der Sammlung wieder in den Vatikan zurückgebracht werden. Charakteristisch für das 19. Jahrhundert war das ständige Anwachsen der vatikanischen Bibliothek, erreicht vor allem durch den Erwerb einer Anzahl von Sammlungen.

### Modernisierung im 19. und 20. Jahrhundert
Im Jahre 1855 wurde der Bestand gedruckter Werke im großen Ausmaß durch den Erwerb der Sammlung von Leopoldo Cicognara erweitert. Des Weiteren kamen noch die Bibliotheken der Fürsten Borghese (1891), der Barberini und der Fondo Borgiani aus der Bibliothek der Propagandakongregation mit gedruckten Werken und Manuskripten (1902) hinzu. Zu den folgenden Erwerbungen gehören die Biblioteca Chigiana (1923), das Archiv des Kapitels von St. Peter (1940), das neben Handschriften vor allem Archivalien enthält und den Grundstock einer Sektion Archivi bildet. Als letzter größerer Zugang ist die Sammlung von Handschriften, Urkunden und Autographen des italienischen Rechtshistorikers Federico Patetta (1867–1945) zu verzeichnen.
Mit der Wahl des Papstes Leo XIII. wurde der Prozess der Modernisierung eingeleitet, der vor allem in dem Präfekten Franz Ehrle einen überzeugten Mitarbeiter fand. Auf ihn geht die Öffnung des heutigen Lesesaales für gedruckte Bücher und die Einrichtung des Laboratoriums für die Restaurierung und die Faksimilierung wichtiger Handschriften zurück. Außerdem wurde eine genaue Regelung für die Erstellung von Katalogen für Manuskripte eingeführt, die bis heute gültig ist. In der Folge wurde eine große Zahl von Katalogen nach diesen Vorgaben erstellt.
Nach dem Ersten Weltkrieg wurde mit den „Norme per il catalogo degli stampati“ (Normen für das Katalogisieren von Druckschriften) das Verfahren für die Katalogisierung von gedruckten Werken vereinheitlicht. Diese Normen, die auf dem System der Library of Congress beruhen, wurden in der Folge häufig nachgedruckt und in zahlreiche Sprachen übersetzt.
Um das Jahr 1931 stürzte die Decke der Sala Sinistra ein. Der Einsturz zog weitere bauliche Schäden nach sich. So ging ein wertvoller Bestand von insgesamt rund 15.000 Handschriften und Büchern verloren.

## Ab dem 21. Jahrhundert

### Nutzungsprobleme und Technik
Da Bücher häufig falsch eingestellt werden oder gar ganz verschwinden, setzt die Vatikanische Bibliothek jetzt auf RFID-Technologie. Mit Hilfe der RFID-Etiketten wird das Auffinden falsch abgestellter Bücher wesentlich erleichtert. 
Zur Durchführung baulicher Renovierungsarbeiten war die Bibliothek von Juli 2007 bis September 2010 geschlossen.
In den 2000er Jahren wurden ein großes unterirdisches Magazin für die Aufbewahrung der Manuskripte sowie ein neuer Lesesaal für Periodika (Zeitschriften) gebaut.

### Digitalisierung der Handschriften
2010 startete die Bibliothek testweise mit der Digitalisierung ihrer 80.000 Manuskripte. Am Ende nach projektierten 10 Jahren sollen die etwa 40 Millionen Seiten hochaufgelöst mit insgesamt 45 Petabyte im FITS-Format vorliegen. Seit dem 23. Januar 2013 sind erste Manuskripte digitalisiert online abrufbar. Bis 2018 wurden rund 2.000 Handschriften und Inkunabeln digitalisiert. 1.200 Manuskripte der letzten beiden chinesischen Dynastien sollen digitalisiert werden.

## Bibliothekare (Auswahl)
Seit Sixtus IV.
- Giovanni Andrea Bussi (1471–1475)

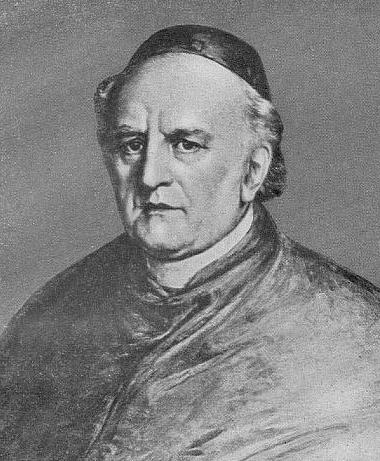
Kardinal Angelo Mai (1782–1854)

- Bartolomeo Platina (1475–1481), Präfekt
- Zanobi Acciaioli (1518), Präfekt
- Marcello Cervini (1548–1555), Protektor
- Roberto de’ Nobili (1555–1559)
- Alfonso Carafa (1559–1565)
- Marcantonio Da Mula (1565–1572)
- Guglielmo Sirleto (1572–1585)
- Antonio Carafa (1585–1591)
- Marcantonio Colonna (1591–1597)
- Cesare Baronio (1597–1607)
- Ludovico de Torres (1607–1609)
- Scipione Borghese Caffarelli (1609–1618)
- Scipione Cobelluzzi (1618–1626)
- Francesco Barberini (1626–1633)
- Antonio Marcello Barberini (1633–1646)
- Orazio Giustiniani (1646–1649)
- Luigi Capponi (1649–1659)
  - Lucas Holstenius (1653–1659), Präfekt
- Flavio Chigi (1661–1681), Präfekt 1659–1661
- Lorenzo Brancati (1681–1693)
- Girolamo Casanate (1693–1700)
- Enrico Noris OSA (1700–1704)
- Benedetto Pamphilj (1704–1730)
- Angelo Maria Quirini OSBCas (1730–1755)
- Domenico Silvio Passionei (1755–1761)
- Alessandro Albani (1761–1779)
- Francesco Saverio de Zelada (1779–1801)
- Luigi Valenti Gonzaga (1802–1808)
- Giulio Maria Della Somaglia (1827–1830)
- Giuseppe Albani (1830–1834)
- Luigi Lambruschini (1834–1853)
- Angelo Mai (1853–1854)
- Antonio Tosti (1860–1866)
- Jean-Baptiste Pitra OSB (1869–1889)
- Placido Maria Schiaffino OSBOliv (1889)
  - Johann Bollig (1880–1895), Präfekt
- Alfonso Capecelatro di Castelpagano CO (1890–1912)
- Auguste Pelzer (1910–1958)
- Mariano Rampolla del Tindaro (1912–1913)
- Francesco di Paola Cassetta (1914–1917)
- Francis Aidan Gasquet OSB (1919–1929)
- Franziskus Ehrle SJ (1929–1934), Präfekt 1895–1914
- Giovanni Mercati (1936–1957), Präfekt 1919–1936
- Eugène Tisserant (1957–1971)
- Antonio Samorè (1974–1983)
- Alfons Maria Stickler SDB (1983–1988), Präfekt 1971–1983
- Antonio María Javierre Ortas SDB (1988–1992)
- Luigi Poggi (1994–1998)
- Jorge María Mejía (1998–2003)
- Jean-Louis Tauran (2003–2007)
- Raffaele Farina SDB (2007–2012), Präfekt 1997–2006
- Jean-Louis Bruguès OP (2012–2018)
- José Tolentino Calaça de Mendonça (2018–2022)[11]
- Angelo Vincenzo Zani (2022–2025)
- Giovanni Cesare Pagazzi (seit 2025)

Der Titel des Amtsinhabers lautet Cardinale archivista e bibliotecario di S.R.C. (italienisch) (deutsch Kardinalbibliothekar). Die Anrede ist „Seine Hochwürdigste Eminenz“ (italienisch Sua Eminenza Reverendissima).

## Präfekten (Auswahl)
- Achille Ratti (1915–1919)
- Eugène Tisserant (1925–1930; Pro-Präfekt)
- Giovanni Mercati (?–1936)
- Anselmo Albareda OSB (1936–1962)
- Alfonso Raes SJ (1962–1971)
- Alfons Maria Stickler SDB (1971–1983)
- Leonard Eugene Boyle OP (1984–1997)
- Raffaele Farina SDB (1997–2007)
- Cesare Pasini (2007–2023)
- Mauro Mantovani SDB, seit 2023[12]